# Крістен Міхал
Крістен Міхал (12 липня 1975, Таллінн, Естонська РСР, СРСР) — естонський політик. Член Партії реформ Естонії, Міхал був міністром клімату в третьому кабінеті Каї Каллас з 17 квітня 2023 по 23 липня 2024 року.. До того він був міністром економіки та інфраструктури в кабінеті Тааві Рийваса з 9 квітня 2015 року по 22 листопада 2016 року. Раніше Міхал обіймав посаду міністра юстиції з 2011 по 2012 рік. Від 23 липня 2024 року є прем'єр-міністром Естонії.

## Раннє життя та освіта
Міхал народився в Таллінні 2 липня 1975 року. Він вивчав право в Академії Норд, яку закінчив у 2009 році. З 2009 року навчається в магістратурі на юридичному факультеті Талліннського університету.

## Політична кар'єра

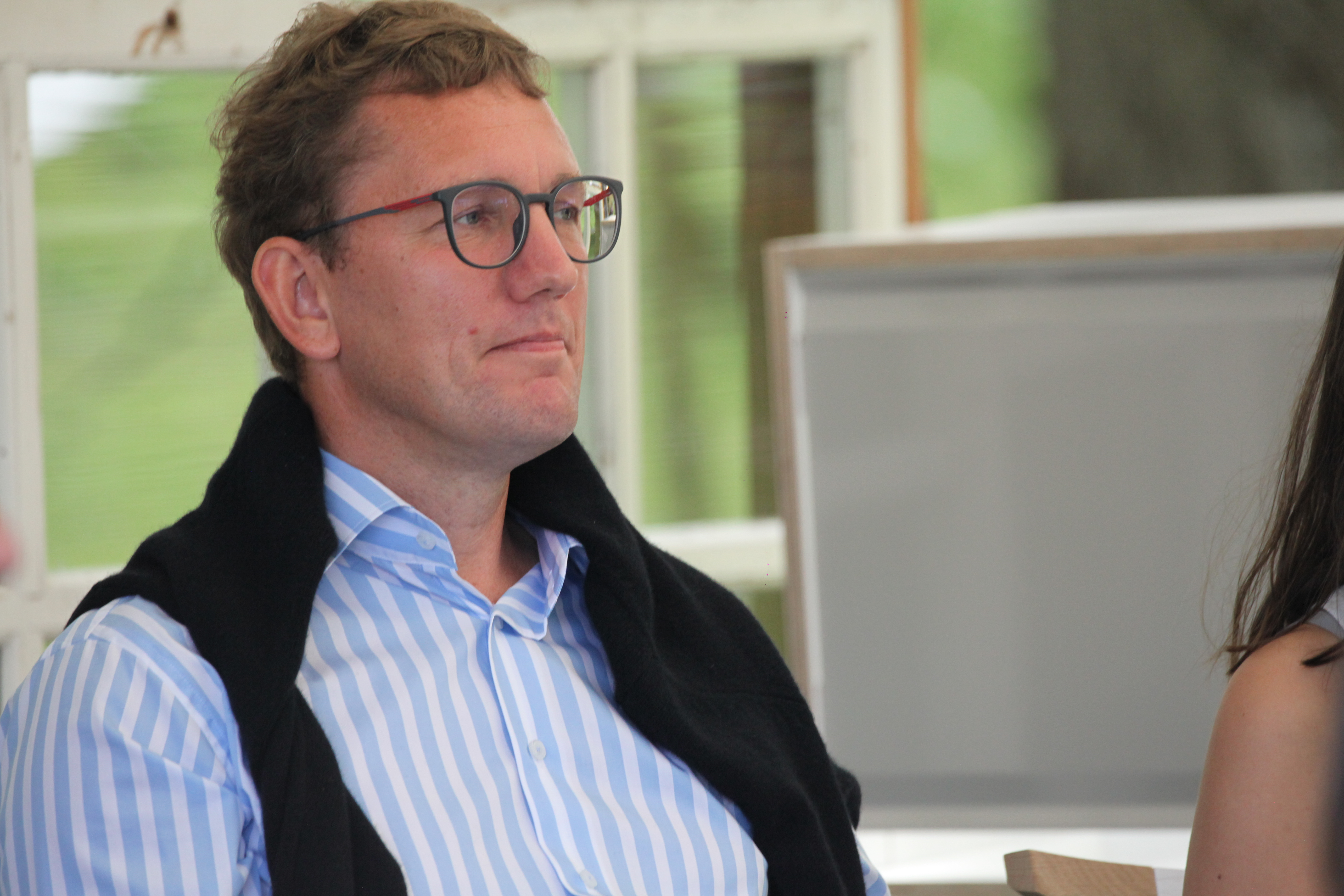
Крістен Міхал на фестивалі Opinion Festival 2021 у Пайде, Естонія

Міхал працював радником на різних рівнях у Партії реформ з 1996 по 2002 рік. У 2002 році він став радником тодішнього прем'єр-міністра Сійма Калласа. Протягом одного року (2002—2003) Міхал був старійшиною Талліннського міського центру. У 2003 році він був призначений генеральним секретарем Партії реформ і обіймав цю посаду до 2011 року. Міхал був членом Рійгікогу з 2005 по 2011 та з 2012 по 2015 роки.
Він був призначений міністром юстиції 6 квітня 2011, замінивши на цій посаді іншого члена Партії реформ Рейна Ланга.
У травні 2012 року Міхал опинився в центрі звинувачень Сільвера Мейкара, члена Партії реформ і колишнього депутата Рійгікогу, в тому, що Партія реформ роками отримувала пожертви з сумнівних джерел. І Міхал, і прем'єр-міністр Андрус Ансип заперечили ці звинувачення. Делегати антикорупційноїорганізації Ради Європи GRECO відвідали країну в червні 2012 року, щоб розслідувати ці звинувачення. 31 липня 2012 року Державна прокуратура Естонії оголосила, що Міхал і Калев Лілло, ще один член Партії реформ, є підозрюваними у цій справі, і що обидва були допитані. Міхал перебував під слідством за звинуваченнями у відмиванні грошей і незаконному фінансуванні партії. 10 вересня 2012 року, у перший день парламентської сесії, фракція Соціал-демократичної партії почала процес подання петиції про відставку Міхала через вотум недовіри. Однак петиція не пройшла 19 вересня 2012 року, коли партія відмовилася від цього процесу. Міхал оголосив, що якщо його визнають винним, то він піде зі своєї посади. Державна прокуратура Естонії закрила справу 15 жовтня 2012 року, не знайшовши доказів правопорушення.
Термін повноважень Міхала на посаді міністра юстиції закінчився 10 грудня 2012 року, коли він подав у відставку. На цій посаді його змінив Ханно Певкур. З 9 квітня 2015 року по 23 листопада 2016 року Міхал обіймав посаду міністра економіки та інфраструктури.
29 червня 2024 року Міхал був висунутий Партією реформ на посаду прем'єр-міністра замість Каї Каллас після призначення останньої Верховним представником ЄС із закордонних справ і політики безпеки Європейського Союзу.